# مجرة حلزونية غير ضلعية

مجرة سومبريرو مجرة حلزونية غير ضلعية

مجرة حلزونية غير ضلعية (بالإنجليزية: Unbarred spiral galaxy)‏ نوع من المجرات الحلزونية لا يتوسطها ضلع أو قضيب من النجوم (أو حوصلتها ليست ضلعية الشكل).
و يرمز اليها بالرمز SA في مخطط تصنيف المجرات.'
المجرات الحلزونية غير الضلعية هي من النوع الثالث في نظام تصنيف الفلكي الفرنسي جيرار دي فوكليير بالإضافة إلى المجرات الحلزونية المتوسطة والمجرات الحلزونية الضلعية

## اقرأ أيضا
- نسق هابل للمجرات
- تصنيف المجرات
- مجرة سومبريرو مجرة حلزونية غير ضلعية